# Montelavar
Montelavar is een plaats en freguesia in de Portugese gemeente Sintra en telt 3645 inwoners (2001).